# Dickebusch New Military Cemetery Extension
Dickebusch New Military Cemetery Extension is een Britse militaire begraafplaats met gesneuvelden uit de Eerste Wereldoorlog, gelegen in het Belgische dorp Dikkebus (Ieper). De begraafplaats ligt ongeveer 240 m ten zuiden van de dorpskerk en werd ontworpen door Edwin Lutyens. Ze vormt samen met de tegenover liggende Dickebusch New Military Cemetery één geheel, zoals de plaatsing van het Cross of Sacrifice in de "Extension" en de Stone of Remembrance in het oorspronkelijke deel aangeeft. De beide delen zijn samen 3.925 m² groot en worden enkel aan de straatzijde begrensd door een natuurstenen muur. De andere zijden worden afgebakend door een haag en een boordsteen. De begraafplaats wordt onderhouden door de Commonwealth War Graves Commission. In de onmiddellijke nabijheid ligt ook het Dickebusch Old Military Cemetery.
Er worden 548 doden herdacht waaronder 6 niet geïdentificeerde.

## Geschiedenis
Nadat Dickebusch New Military Cemetery in mei 1917 vol lag werd gestart met een uitbreiding aan de overkant van de straat. Ook dit deel werd gebruikt door gevechtseenheden en medische posten (Field Ambulances). De Extension werd gebruikt tot januari 1918. 
Er liggen 520 Britten (waarvan 5 niet geïdentificeerde), 24 Australiërs, 2 Canadezen,1 Zuid-Afrikaan en 1 onbekende Duitser begraven.
Deze begraafplaats werd in 2009 als monument beschermd.

## Onderscheiden militairen
- de luitenant-kolonels Wigram Clifford en Harold Thomas Belcher en de majoors Percy Robert Murdoch Collins werden onderscheiden met de Distinguished Service Order (DSO).
- de luitenants James Allenson Picton, J. Marsland en James Stuart d'Auvergne Innes werden onderscheiden met het Military Cross (MC). De laatstgenoemde ontving deze onderscheiding tweemaal (MC and Bar).
- sergeant G. Hughes, de korporaals Ronald Mutimer en Alexander John Mitchell, kanonnier H. Vandome, artillerist Arthur William Orchard en pionier T. Hunt ontvingen de Military Medal (MM).